# Saia Piukala
Saia Ma'u Piukala (n. 4 de julio de 1969) es un médico cirujano, funcionario y político tongano. A lo largo de su trayectoria en la política de Tonga ocupó varios puestos ministeriales y parlamentarios. En octubre de 2023 fue nominado como director regional  de la Organización Mundial de la Salud para el Pacífico Occidental.

## Biografía

### Formación
Piukala cursó sus estudios de medicina en la FIji School of Medicine de Suva. Antes de ingresar a la política, trabajó como cirujano para el Ministerio de Salud de Tonga.

## Carrera política

### 2014-2019
Fue elegido por primera vez para la Asamblea Legislativa de Tonga como representante de Vavaʻu 14 en las elecciones generales de Tonga de 2014 y fue designado Ministro de Salud para integrar el gabinete de ʻAkilisi Pōhiva. Fue reelegido en las elecciones de 2017 y reelegido como Ministro de Salud y Empresas Públicas. En enero de 2019, debido a una reorganización en el gabinete, Piukala fue rotado a Asuntos Internos.
En mayo de 2019, Piukala fue designado miembro de la junta ejecutiva de la Organización Mundial de la Salud.
Tras la muerte de ʻAkilisi Pōhiva y la toma de posesión de Pohiva Tuʻiʻonetoa como primer ministro, en octubre de 2019, no fue reelegido para el nuevo gabinete.

### 2020-2024
En las elecciones generales de 2021 fue reelegido Representante Popular por Vava'u 14 con 1010 votos. Con la formación del gobierno Sovaleni fue nombrado Ministro de Salud, en sucesión de ʻAmelia Afuhaʻamango Tuʻipulotu.
El 17 de octubre de 2023 ganó la nominación para el puesto de director regional de la Organización Mundial de la Salud (OMS) para el Pacífico Occidental. La elección tuvo lugar después de que el anterior titular, Takeshi Kasai fuese destituido del cargo debido a acusaciones de racismo y mala conducta.

### 2024-presente
El 12 de enero de 2024, Piukala renunció a sus puestos como ministro de Salud del Gobierno de Tonga y Representante Popular en la Asamblea Legislativa por Vava'u 14, para desempeñar el cargo de director regional de la OMS con sede en Manila, Filipinas.